# Пам'ятний хрест 1912/13

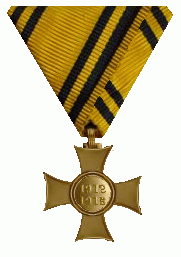
Пам'ятний хрест 1912/13.

Пам'ятний хрест 1912/13 (нім. Erinnerungskreuz 1912/13) — нагорода Австро-Угорщини.

## Історія
Нагорода заснована 9 липня 1913 року імператором Францем-Йосифом для нагородження військовослужбовців, які прослужили хоча б 4 тижні в підрозділах, мобілізованих для участі в Балканських війнах.

## Опис
Бронзовий тамплієрський хрест, в центрі якого — круглий медальйон з роками 1912 і 1913. Хрест носився на лівому боці грудей на жовтій стрічці з чотирма чорнимим смугами.